# 自動當選
自動當選（英語：Walkover），是選舉文化的一種現象，當一個地方、組織或社團的選舉中，只有一位候選人，或是複數選舉區制度下的選舉，某地區應選出之名額大於或等於候選人人數，候選人即是在「毫無對手之下」當選，不必進行拉票、投票、開票、謝票等活動。在體育賽事中，walkover以「不戰而勝」作稱呼。

## 自動當選的例子

### 香港

#### 行政長官選舉
2002年香港特別行政區行政長官選舉由於只有董建華參選成功（獲超過700名選舉委員會委員提名），因此毋須經篩選自動當選（連任），選舉原本計劃於2002年3月24日舉行，但由於絕大多數選舉委員會委員的提名已被董建華取得，其他有意參選人在未能取得足夠提名的情況下，董建華自動當選。
2005年香港特別行政區行政長官選舉由於只有曾蔭權參選成功，因此自動當選，選舉原本計劃於2005年7月10日舉行，但由於絕大多數選舉委員會的提名已被曾蔭權取得，另外兩位有意參選人在未能取得足夠提名的情況下，已在提名期完結前6月15日公開宣佈棄選。選舉主任朱芬齡法官在6月16日宣告曾蔭權在選舉中自動當選。
然而，於2006年通過的行政長官選舉條例修正案中，第5部「選舉及投票」26A條（2）列明，即使只有一人參選成功，選舉委員會仍需進行投票，該唯一參選人仍需取得超過一半的選舉委員會名額的支持票（即601票）才可當選。若正式投票時支持票不足此數，該選舉則為無效，並須重新展開提名及選舉程序。此修訂排除了往後行政長官選舉中任何人士自動當選的可能性。

#### 立法會/立法局
自1985年英治時期立法局開始間接選舉以來，以特定行業為選民基礎的功能組別，因所屬行業的選民人數及性質（例如以個人或是公司名義提名/投票）上的差異，個別的界別或於選舉以外自行推舉代表，並作為該所屬界別的參選人，這些參選人在絕大部分情況都會在沒有其他競爭者下在其界別自動當選。
2012年8月1日，東方日報官網有報導指近年更有每屆遞增趨勢，其中2000年有九人自動當選，2004年增加至十一人，及至2008年再增至十三人，2012年屆更有破紀錄的十六人，當中十人是角逐連任，經濟動力和自由黨各佔三人。
另外鄉議局、商界（第二）兩界別，自其界別設立直到2021年政治制度改革為止，歷屆的議席均由自動當選產生。

## 相關字詞
- 退選
- 連任
- 等额选举
- 差额选举